# Vriesea brasiliana
Vriesea brasiliana är en gräsväxtart som beskrevs av Lyman Bradford Smith. Vriesea brasiliana ingår i släktet Vriesea och familjen Bromeliaceae. Inga underarter finns listade i Catalogue of Life.